# Jelšava
Jelšava (allemand : Eltsch, hongrois : Jolsva,latin : Alnovia) est une ville de Slovaquie, située dans la région de Banská Bystrica et dans la région historique de Gemer.

## Histoire
La première mention écrite de la ville date de 1243.
La localité fut annexée par la Hongrie après le premier arbitrage de Vienne le 2 novembre 1938. En 1938, on comptait 2 566 habitants dont 213 d'origine juive. Elle faisait partie du district de Rožňava (hongrois : Rozsnyói járás). Durant la période 1938 - 1945, le nom hongrois Jolsva était d'usage. À la libération[pas clair], la commune a été réintégrée dans la Tchécoslovaquie reconstituée.

## Démographie

### Évolution de la population
| Année:               | 1994. | 2004.    | 2014.   | 2024.   |
| -------------------- | ----- | -------- | ------- | ------- |
| Nombre de personnes: | 2909  | 3249     | 3191    | 3177    |
| Différence:          |       | +11,68 % | -1,78 % | -0,43 % |

| Année:               | 2023. | 2024.   |
| -------------------- | ----- | ------- |
| Nombre de personnes: | 3160  | 3177    |
| Différence:          |       | +0,53 % |

## Jumelages
La ville de  est jumelée avec :
- Uničov (Tchéquie)
- Tótkomlós (Hongrie)
- Nădlac (Roumanie)
- Szczekociny (Pologne)

## Personnalités liées à la commune
- Mária Basilides (1886-1946), cantatrice.